# 1923 en rugby à XV
Cette page présente les faits marquants de l'année 1923 en rugby à XV : les principales compétitions et évènements liés au rugby à XV et rugby à sept ainsi que les naissances et décès de grandes personnalités de ce sport.

## Principales compétitions
- Championnat de France (du ?? 1922 au 13 mai 1923)
- Tournoi des Cinq Nations (du 20 janvier au 14 avril 1923)

## Événements

### Janvier
- 20 janvier : première journée du Tournoi des Cinq Nations 1923.
L'Écosse bat la France à Édimbourg et l'Angleterre bat le pays de Galles à Londres.

### Février
- 3 février et 10 février : deuxième journée du Tournoi.
Le pays de Galles est battu par l'Écosse à Cardiff et l'Angleterre bat l'Irlande à Leicester
- 24 février : troisième journée du Tournoi.
Le pays de Galles bat la France à Swansea et l'Irlande est vaincue par l'Écosse à Dublin.

### Mars
- 10 mars et 17 mars : quatrième journée du Tournoi. L'Irlande bat le pays de Galles à Dublin et l'Écosse est battue par l'Angleterre à Édimbourg

### Avril
- 2 avril : après sa victoire sur la France, l'Angleterre gagne le Tournoi en 1923, ayant remporté tous ses matches. Elle réalise un Grand chelem, elle connaît là un âge d'or.
- 14 avril : second match de la cinquième et dernière journée du Tournoi. La France bat l'Irlande à Colombes.

### Mai
- 13 mai : le Stade toulousain est champion de France après sa victoire 3 à 0 en finale contre l'Aviron bayonnais[1].

### Juin
- ? juin : le Somerset est champion des comtés anglais.
- ? juin : Hawke's Bay conserve le Ranfurly Shield, trophée sanctionnant une compétition de rugby à XV ouverte aux équipes de provinces néo-zélandaises.

## Principales naissances
- 1er août : Jean Prat, international français[2] à 51 reprises, naît à Lourdes († 25 février 2005).